# Otto Mellies
Otto Ewald Ernst Mellies (* 19. Januar 1931 in Schlawe, Pommern; † 27. April 2020 in Zeuthen) war ein deutscher Schauspieler, Hörspielsprecher und Synchronsprecher.

## Leben
Otto Mellies wurde im Januar 1931 in Schlawe geboren. 1938 zog die Familie nach Stolp um. Sein älterer Bruder war Eberhard Mellies (1929–2019), der ebenfalls Schauspieler und Synchronsprecher war. Nach dem Einmarsch der  Roten Armee im März 1945 begingen seine Mutter und seine Schwester Suizid. Seine Schwester nahm ihre Kinder mit in den Tod. Mellies überlebte nur durch Zufall und kam nach 1945 über Wismar und Freistatt nach Schwerin. In dieser Zeit arbeiteten er und sein Bruder unter anderem als Pferdepfleger für Soldaten der Roten Armee.
Seit 1952 war Mellies mit der Sopranistin Luise Bergner verheiratet, die 2015 starb. Das Paar hatte eine Tochter und einen Sohn.
Otto Mellies, der seit den 1960er-Jahren in seinem Haus in Berlin-Bohnsdorf lebte, starb am 26. April 2020 im Alter von 89 Jahren. Er lebte zuletzt in einem Seniorenheim in Zeuthen.

## Karriere
Mellies bestand im Sommer 1947 als 16-Jähriger die Aufnahmeprüfung an der Staatlichen Schauspielschule in Schwerin, besuchte diese von 1947 bis 1949 und wurde dort u. a. von Lucie Höflich ausgebildet. Für den Spielzeitbeginn 1949 bekam er seinen ersten Vertrag für das Mecklenburgische Staatstheater Schwerin. Seine erste Bühnenrolle war die des Schülers in Goethes Faust. Danach spielte er in Neustrelitz, ab 1950 in Stralsund, später nochmals in Schwerin und von 1953 bis 1955 am Volkstheater Rostock. Später war Mellies noch in Erfurt engagiert. In Stralsund trat Mellies 1951 erstmals in Lessings Nathan der Weise in der Rolle des Tempelherrn am Stralsunder Theater auf.
1956 holte ihn Wolfgang Langhoff an das Deutsche Theater Berlin. Dem Ensemble dieses Hauses gehörte er 50 Jahre lang an. Er war unter anderem in Ibsens Peer Gynt, Sartres Die Fliegen und Strindbergs Die Gespenstersonate zu sehen. Wiederholt spielte er unter der Regie von Jürgen Gosch und Thomas Langhoff. Ab 1987 trat er dort insgesamt 325 Mal innerhalb von achtzehn Jahren als Nathan der Weise in der Inszenierung von Friedo Solter auf, in der auch Dieter Mann und Christine Schorn mitwirkten.
Seit 1955 war Mellies zudem als Filmschauspieler tätig. Sein Filmdebüt hatte er in einer kleineren Rolle als Werner Blume in der Filmkomödie Sommerliebe nach Gerhard Hardels Erzählung Eine kleine Sommerferienliebe. 1960 erhielt er für seine Rolle als junger Ferdinand in Martin Hellbergs Schiller-Verfilmung Kabale und Liebe (1959) den Heinrich-Greif-Preis I. Klasse verliehen. Hellberg besetzte ihn kurz darauf auch in seiner Lessing-Umsetzung Minna von Barnhelm oder Das Soldatenglück (1962), wo er an der Seite von Marita Böhme den Major von Tellheim gab. 1965 spielte er im Fernsehmehrteiler Dr. Schlüter die Titelrolle des karrierebesessenen Chemikers Dr. Martin Schlüter. In dem Zweiteiler Geheimkommando Spree (1968) bzw. der dreiteiligen Fortsetzung Geheime Spuren (1969) übernahm er die Rolle des Oberleutnant Bernd Rolland. In dem Fernsehschwank Drei reizende Schwestern: Ein Mann fürs Leben (1985) war Mellies als Alfons Persicke, Kai-Olaf und Bruno Meyer in drei verschiedenen Rollen zu sehen.
Nach der Wende in der DDR wurde Mellies weiterhin in Film- und Fernsehproduktionen besetzt. 1995 drehte er für die Sat.1-Produktion Natascha – Wettlauf mit dem Tod (1996) unter der Regie von Bernd Böhlich, wo er – in Anlehnung an den Arzt Ryke Geerd Hamer – den Dr. Glowalla verkörperte, der vor dem Krankenhaus verhaftet wird, als er den verzweifelten Eltern der krebskranken Natascha hilft, vor den von ihm gehassten Schulmedizinern zu flüchten. In Johannes Griesers Psychothriller Mord in bester Familie (2011) spielte er den reichen Sägewerkbesitzer Reinhard Lorenz, der seine verstrittenen Töchter Katrin (Katharina Böhm) und Manuela (Maja Maranow) zu seinem 80. Geburtstag einlädt. 2012 wurde er für seine Rolle in Andreas Dresens Familiendrama Halt auf freier Strecke als Vater bei dessen Sohn Frank (Milan Peschel) ein inoperabler Hirntumor entdeckt wird mit dem Deutschen Filmpreis als bester Nebendarsteller ausgezeichnet. Kilian Riedhof besetzte ihn als Rentner Rudolf an der Seite von Dieter Hallervorden in seinem Kinofilm Sein letztes Rennen (2013). In Roland Suso Richters Filmdrama Die Spiegel-Affäre (2014) war er als Konrad Adenauer in der Rolle des ersten deutschen Bundeskanzlers zu sehen. Von 1996 bis 2019 war er insgesamt sechs Mal in Episodenrollen der Fernsehkrimireihe Tatort zu sehen. In der im November 2019 erstausgestrahlten Folge Das Leben nach dem Tod des Ermittlerteams Rubin und Karow spielte er einen alten, verbitterten ehemaligen Richter der DDR, der jetzt, Jahrzehnte später, vermeintliche Gerechtigkeit übt. Sein filmisches Schaffen umfasst mehr als 120 Film-und-Fernsehproduktionen.
Von 2015 bis 2019 moderierte er als Nachfolger von Hans Teuscher die Sendung Abschied ist ein leises Wort des MDR, nachdem er bereits im Jahr 2013 für Teuscher als Moderator einsprang.
Mellies sprach bis zuletzt zahlreiche Hörspiele und Hörbücher ein. Daneben arbeitete er auch als Synchronsprecher. Nach dem Tod von Gert Günther Hoffmann avancierte er zur Standardstimme von Paul Newman. Des Weiteren lieh er Schauspielern wie Christopher Lee, Michael Gambon, Sean Connery, Maximilian Schell, Omero Antonutti, Pierre Vaneck, James Cromwell und Raf Vallone seine Stimme.

## Theater (Auswahl)
- 1955: Jean Baptiste Molière: Der eingebildete Kranke (Cléante) – Regie: Horst Bonnet (Städtische Bühnen Erfurt)
- 1955: Juri Burjakowski: Julius Fučik (Zdenek Vancura) – Regie: Hans Dieter Mäde (Städtische Bühnen Erfurt)
- 1956: Leonid Solowjow: Aufruhr in Buchara (Ausrufer) – Regie: Hans Dieter Mäde (Städtische Bühnen Erfurt)
- 1956: Bertolt Brecht: Der kaukasische Kreidekreis (Soldat/Simon) – Regie: Eugen Schaub (Städtische Bühnen Erfurt)
- 1957: Mary Chase: Mein Freund Harvey (Dr. Sanderson) – Regie: Wolfgang Thal (Deutsches Theater Berlin – Kammerspiele)
- 1957: William Shakespeare: König Lear (König von Frankreich) – Regie: Wolfgang Langhoff (Deutsches Theater Berlin)
- 1961: Günter Weisenborn Die Illegalen (Walter) – Regie: Ernst Kahler / Horst Drinda (Deutsches Theater Berlin – Kammerspiele)
- 1962: Friedrich Schiller: Wilhelm Tell (Baumgarten) – Regie: Wolfgang Langhoff (Deutsches Theater Berlin)
- 1962: Peter Hacks: Die Sorgen und die Macht (Max Fidorra) – Regie: Wolfgang Langhoff (Deutsches Theater Berlin)
- 1963: Sean O’Casey: Rote Rosen für mich (Ayamonn) – Regie: Ernst Kahler (Deutsches Theater Berlin)
- 1963: Johann Wolfgang von Goethe: Iphigenie auf Tauris (Pylades) – Regie: Wolfgang Langhoff (Deutsches Theater Berlin)
- 1965: Vercors: Zoo oder der menschenfreundliche Mörder – Regie: Bojan Danowski (Deutsches Theater Berlin – Kammerspiele)
- 1971: Arnold Wesker: Goldene Städte (Minister) – Regie: Hans-Georg Simmgen (Deutsches Theater Berlin)
- 1973: Ignati Dworetzki: Der Mann von draußen (Stellvertretender Leiter) – Regie: Adolf Dresen (Deutsches Theater Berlin)
- 1974: Johann Wolfgang von Goethe: Die Geschichte Gottfriedens von Berlichingen mit der eisernen Hand (Selbitz) – Regie: Horst Schönemann (Deutsches Theater Berlin)
- 1975: Henrik Ibsen: Ein Volksfeind (Stadthauptmann) – Regie: Klaus Erforth / Alexander Stillmark (Deutsches Theater Berlin – Kammerspiele)
- 1976: Wassili Schukschin: Der Standpunkt (Zaubermann) – Regie: Wolfgang Heinz (Deutsches Theater Berlin)
- 1977: Heinrich von Kleist: Michael Kohlhaas – Regie: Adolf Dresen (Deutsches Theater Berlin)
- 1978: Benito Wogatzki: Viola vor dem Tor (Düring) – Regie: Klaus Gendries (Theater im Palast Berlin)
- 1978: Dario Fo: Zufälliger Tod eines Anarchisten (Polizeipräsident) – Regie: Dieter Mann (Deutsches Theater Berlin – Kammerspiele)
- 1980: Peter Hacks: Senecas Tod (Flavus) – Regie: Cox Habbema (Deutsches Theater Berlin)
- 1980: William Shakespeare: Ein Sommernachtstraum (Theseus) – Regie: Alexander Lang (Deutsches Theater Berlin)
- 1980: Helmut Bez: Jutta oder die Kinder von Damutz (Melchior) – Regie: Friedo Solter (Deutsches Theater Berlin im Plenarsaal der Akademie der Künste)
- 1981: Jean-Claude Grumberg: Dreyfus (Arnold) – Regie: Ulrich Engelmann (Deutsches Theater Berlin im Berliner Arbeiter-Theater)
- 1984: Friedrich Schiller: Wallenstein (Buttler) – Regie: Friedo Solter (Deutsches Theater Berlin)
- 1985: Johannes R. Becher: Winterschlacht (SS-Obergruppenführer) – Regie: Alexander Lang (Deutsches Theater Berlin)
- 1986: Hermann Sudermann: Der Sturmgeselle Sokrates (Baron) – Regie: Thomas Langhoff (Deutsches Theater Berlin – Kammerspiele)
- 1990: Maxim Gorki: Nachtasyl (Pilger Luka) – Regie: Friedo Solter (Deutsches Theater Berlin)

### Deutsches Theater
- König Ödipus von Sophokles[12] – Regie: Alexander Lang
- Nathan der Weise – Regie: Friedo Solter
- Jubiläum – Regie: Thomas Langhoff
- Der Besuch der alten Dame – Regie: Thomas Langhoff
- Alte Meister – Regie: Friedo Solter
- Die Dreigroschenoper – Regie: Alexander Lang
- Der Widerspenstigen Zähmung – Regie: Johanna Schall
- Der hat uns noch gefehlt! von Lope de Vega[13] – Regie: Katja Paryla
- Das Friedensfest von Gerhart Hauptmann – Regie: Jürgen Gosch
- Kanzlist Krehler von Georg Kaiser – Regie: Silvain Maurice
- Der rote Hahn von Gerhart Hauptmann[14] – Regie: Horst Lebinsky
- Der Wald von Alexander Nikolajewitsch Ostrowski[15] – Regie: Thomas Langhoff
- Egmont – Regie: Friedo Solter

## Filmografie (Auswahl)

### Film und Fernsehen
- 1955: Sommerliebe
- 1959: Simplon-Tunnel
- 1959: Die grüne Mappe
- 1959: Kabale und Liebe
- 1960: Der Altar von Pergamon (Sprecher)
- 1960: Die schöne Lurette
- 1961: Der Arzt von Bothenow
- 1962: Das Mädchen ohne Mitgift
- 1962: Minna von Barnhelm oder Das Soldatenglück
- 1964: Pension Boulanka
- 1965: Dr. Schlüter (Fernsehfünfteiler)
- 1965: Entlassen auf Bewährung
- 1967: Begegnungen (Fernsehfünfteiler)
- 1968: Geheimkommando Spree (Fernsehdreiteiler)
- 1968: Stunde des Skorpions (Fernsehdreiteiler)
- 1968–1970: Ich – Axel Cäsar Springer (Fernsehfünfteiler)
- 1969: Geheime Spuren (Fernsehdreiteiler)
- 1969: Das siebente Jahr (Cameo)
- 1969: Iphigenie auf Tauris (Fernsehaufzeichnung)
- 1970: Aus unserer Zeit (Episode 2)
- 1973: Siebzehn Augenblicke des Frühlings (Семнадцать мгновений весны), vier Folgen
- 1975: Steckbrief eines Unerwünschten (Fernsehfilm)
- 1975: Kriminalfälle ohne Beispiel: Mord im Märkischen Viertel (Fernsehreihe)
- 1976: Leben und Tod Richard III. (Theateraufzeichnung)
- 1977: Trampen nach Norden
- 1977: Polizeiruf 110: Kollision (Fernsehreihe)
- 1978: Einer muß die Leiche sein
- 1978: Polizeiruf 110: Doppeltes Spiel
- 1978: Polizeiruf 110: Die letzte Chance
- 1978: Der Staatsanwalt hat das Wort: Der Kurschatten (Fernsehreihe)
- 1979: Des Drachens grauer Atem (TV)
- 1979: Marta, Marta (Fernsehfilm)
- 1980/1990: Der Staatsanwalt hat das Wort: Risiko (Fernsehreihe)
- 1981: Überblickt man die Jahre (Fernsehfilm)
- 1981: Der Mann aus Jena (Fernsehfilm)
- 1982: Das Mädchen und der Junge
- 1983: Die traurige Geschichte von Friedrich dem Großen (Theateraufzeichnung)
- 1983: Martin Luther (Fernsehfünfteiler)
- 1984: Klassenkameraden (Fernsehfilm)
- 1984: Ei! Kennt ihr noch das alte Lied? (Theateraufzeichnung)
- 1985: Drei reizende Schwestern: Ein Mann fürs Leben
- 1986: Fahrschule
- 1986: Polizeiruf 110: Mit List und Tücke
- 1987: Wallenstein (Fernsehaufzeichnung)
- 1989: Ein brauchbarer Mann
- 1989: Narrenweisheit (2tlg. Fernsehfilm)
- 1989: Schulmeister Spitzbart (Fernsehfilm)
- 1989: Ich, Thomas Müntzer, Sichel Gottes
- 1990: Nathan der Weise (Fernsehinszenierung)
- 1991: Jugend ohne Gott
- 1991: Superstau
- 1991: Vaněk-Trilogie (Studioaufzeichnung)
- 1991: Der Staatsanwalt hat das Wort: Bis zum bitteren Ende
- 1992: Tatort: Tod aus der Vergangenheit (Fernsehreihe)
- 1996: Natascha – Wettlauf mit dem Tod
- 1997: Raus aus der Haut
- 1997: Polizeiruf 110: Über den Tod hinaus
- 1999: Stubbe – Von Fall zu Fall: Kein Tod ist wie der andere
- 2001: Das Staatsgeheimnis
- 2002: Gefährliche Nähe und du ahnst nichts
- 2002–2010: In aller Freundschaft (Fernsehserie, 4 Folgen)
- 2003: Tatort: Sag nichts
- 2004: Tatort: Hundeleben
- 2005: Mord am Meer
- 2006: Karol Wojtyła – Geheimnisse eines Papstes
- 2006: Eine Chance für die Liebe
- 2008: Frei nach Plan
- 2008: SOKO Wismar (Fernsehserie, eine Folge)
- 2011: Bloch: Der Heiland
- 2011: Mord in bester Familie
- 2011: Halt auf freier Strecke
- 2011: Der Uranberg (Fernsehfilm)
- 2012: Tatort: Scherbenhaufen
- 2012: Tod einer Brieftaube (Fernsehfilm)
- 2012: Bella Block: Unter den Linden
- 2013: Sein letztes Rennen
- 2014: Die Spiegel-Affäre (Fernsehfilm)
- 2014: Tatort: Im Schmerz geboren
- 2015: Die Neue
- 2019: Tatort: Das Leben nach dem Tod

### Synchronsprecher
| Christopher Lee - 2001: Der Herr der Ringe: Die Gefährten … als Saruman - 2002: Der Herr der Ringe: Die zwei Türme … als Saruman - 2003: Der Herr der Ringe: Die Rückkehr des Königs … als Saruman - 2004: Die purpurnen Flüsse 2 – Die Engel der Apokalypse … als Heinrich von Garten - 2005: Charlie und die Schokoladenfabrik … als Dr. Wilbur Wonka - 2005: Corpse Bride – Hochzeit mit einer Leiche … als Pastor Galswell - 2007: Der Goldene Kompass … als Hoher Rat des Magisteriums - 2008: The Color of Magic – Die Reise des Zauberers … als Tod - 2009: Triage … als Joaquín Morales - 2010: Burke & Hare … als alter Joseph - 2010: Alice im Wunderland … als Jabberwocky - 2011: Der letzte Tempelritter … als Kardinal d’Ambroise - 2012: Der Hobbit: Eine unerwartete Reise … als Saruman - 2014: Der Hobbit: Die Schlacht der Fünf Heere … als Saruman Michael Gambon - 1996: Die Bibel – Samson und Delila … als König Hanun - 1999: Sleepy Hollow … als Baltus van Tassel - 2001: Gosford Park … als William McCordle - 2003: Open Range – Weites Land … als Denton Baxter - 2004: Being Julia … als Jimmie Langton - 2006: Das Omen … als Carl Bugenhagen - 2008: Wiedersehen mit Brideshead … als Lord Marchmain - 2010: The Book of Eli … als George - 2010: The King’s Speech … als König George V. - 2011: Doctor Who als Kazran Sardick (alt) (Special „A Christmas Carol“) - 2015: Fortitude (Fernsehserie) … als Henry Tyson - 2017: Victoria & Abdul … als Lord Salisbury - 2018: Ein letzter Job … als Billy “The Fish” Lincoln Frank Langella - 1999: Die neun Pforten … als Boris Balkan - 2001: Sweet November … als Edgar Price - 2006: Superman Returns … als Perry White - 2008: Frost/Nixon … als Richard Nixon - 2010: Wall Street: Geld schläft nicht … als Louis Zabel Paul Newman - 1998: Im Zwielicht … als Harry Ross - 1999: Message in a Bottle – Der Beginn einer großen Liebe … als Dodge Blake - 2002: Road to Perdition … als John Rooney - 2005: Empire Falls … als Max Roby Philip Baker Hall - 2002: Der Anschlag … als Verteidigungsminister Becker - 2003: Bruce Allmächtig … als Jack Keller - 2005: Mord und Margaritas … als Mr. Randy - 2007: You Kill Me … als Roman Krzeminski William Shatner - 2001: Miss Undercover … als Stan Fields - 2004: Voll auf die Nüsse … als Dodgeball-Kanzler - 2005: Miss Undercover 2 – Fabelhaft und bewaffnet … als Stan Fields Brian Cox - 2002: 25 Stunden … als James Brogan - 2002: Die Entscheidung – Eine wahre Geschichte … als Jim Morris Sr. - 2004: Troja … als Agamemnon Hal Holbrook - 2003: Shade … als Der Professor - 2007: Into the Wild … als Ron Franz - 2011: Wasser für die Elefanten … als Jacob Jankowski (alt) Albert Finney - 2004: Ocean’s 12 … als Gaspar LeMarque - 2007: Tödliche Entscheidung – Before the Devil Knows You’re Dead … als Charles Hanson - 2007: Das Bourne Ultimatum … als Dr. Albert Hirsch Georges Rivière - 1961: Normandie … Njemen … als Benoit - 1965: Mandrin … als Mandrin James Karen - 1999: An jedem verdammten Sonntag … als Ed Phillips - 2007: Das Streben nach Glück … als Martin Frohm Ron Rifkin - 2000: Glauben ist alles! … als Larry Friedman - 2000: Risiko – Der schnellste Weg zum Reichtum … als Richter Marty Davis John Forsythe - 2000: 3 Engel für Charlie … als Charlie Townsend - 2003: 3 Engel für Charlie – Volle Power … als Charlie Townsend Bruce Dern - 2000: All die schönen Pferde … als Richter - 2011: Twixt – Virginias Geheimnis … als Sheriff Bobby LaGrange James Coburn - 2001: Texas Rangers … als Prolog-Stimme - 2001: Ein Mann für gewisse Stunden … als Tobias Alcott | Richard Johnson - 2002: Spooks – Im Visier des MI5 … als Bernard Qualthrough (Fernsehserie; 4 Folgen) - 2008: Der Junge im gestreiften Pyjama … als Großvater Helmut Bakaitis - 2003: Matrix Reloaded … als Architekt - 2003: Matrix Revolutions … als Architekt Tom Wilkinson - 2003: Das Mädchen mit dem Perlenohrring … als Van Ruijven - 2004: Good Woman – Ein Sommer in Amalfi … als Tuppy Michael Lonsdale - 2006: Goyas Geister … als Pater Gregorio - 2010: Von Menschen und Göttern … als Luc Donald Sutherland - 2007: Die Liebe in mir … als Richter Raines - 2008: Ein Schatz zum Verlieben … als Nigel Honeycutt James Cromwell - 2009: Surrogates – Mein zweites Ich … als Lionel Canter (alt) - 2010: Pius XII. … als Pius XII. Brian Dennehy - 2010: 72 Stunden – The Next Three Days … als George Brennan - 2015–2018: The Blacklist als Dominic Wilkinson (1. Stimme) (Fernsehserie; 4 Folgen) |

#### Filme
- 1948: Der Geliebte einer Königin … als Ruy Blas (Jean Marais)
- 1955: … und nicht als ein Fremder … als Lucas Marsh (Robert Mitchum)
- 1957: Der schönste Augenblick … als Peitro Valeri (Marcello Mastroianni)
- 1957: Der Weg zu Dir … als Petr (Václav Voska)
- 1959: … aber die Verwandten … als Varsa (Lajos Básti)
- 1961: Die Fahrt führt nach Le Havre … als Wedernikow (Nikita Podgorny)
- 1961: Der Gejagte – Ritter der Nacht … als Henri de Lagardère (Jean Marais)
- 1962: Rette sich, wer kann! … als Der erste Offizier (Iwan Dmitrijew)
- 1962: Schlacht unterwegs … als Uchanow (Oleg Mokschanzew)
- 1963: 7 Ammen und kein Baby … als Gordejew (Alexej Bachar)
- 1965: Lemmy Caution gegen Alpha 60 … als Alpha 60 (neue Szenen; Jean-Luc Godard)
- 1982: Stalker … als Schriftsteller (Anatoli Solonizyn)
- 1991: Heinrichs Bettgeschichten oder Wie der Knoblauch nach England kam … als Lord Hampton of Wick (Kenneth Connor)
- 1994: Die Bibel – Abraham … als Pharaoh (Maximilian Schell)
- 1994: Die Bibel – Genesis … als Erzähler/Noach (Omero Antonutti)
- 1996: Die Kammer … als Wyn Lettner (Richard Bradford)
- 1997: Genealogien eines Verbrechens … als Georges Didier (Michel Piccoli)
- 1998: Die Bibel – Jeremia … als Alter Mann (Franco Fantasia)
- 1998: Liebe in jeder Beziehung … als Rodney Fraser (Nigel Hawthorne)
- 1998: Der Soldat James Ryan … als James Ryan als alter Mann (Harrison Young)
- 2000: Dune – Der Wüstenplanet … als Thufir Hawat (Jan Vlasák)
- 2000: Les Misérables – Gefangene des Schicksals … als Gillenormand (Michel Duchaussoy)
- 2001: Die Lady und der Herzog … als Herzog von Orléons (Jean-Claude Dreyfus)
- 2001: The Majestic … als Harry Trimble (Martin Landau)
- 2001: Stadt, Land, Kuss … als Eugenies Vater (Charlton Heston)
- 2001: Spy Game – Der finale Countdown … als Troy Folger (Larry Bryggman)
- 2001: Sleepless … als Ulisse Moretti (Max von Sydow)
- 2001: Taking Sides – Der Fall Furtwängler … als Colonel Dymshitz (Oleg Pawlowitsch Tabakow)
- 2003: Die Liga der außergewöhnlichen Gentlemen … als Allan Quatermain (Sean Connery)
- 2003: Fanfan der Husar … als Chaville (Jacques Dynam)
- 2003: Seabiscuit – Mit dem Willen zum Erfolg … als Erzähler (David McCullough)
- 2004: Earthsea – Die Saga von Erdsee … als Erzmagier (Alan Scarfe)
- 2005: Domino … als Drake Bishop (Dabney Coleman)
- 2005: Das Imperium der Wölfe … als Marius (Vincent Grass)
- 2005: In den Schuhen meiner Schwester … als Professor Sofield (Norman Lloyd)
- 2006: Antarctica – Gefangen im Eis … als Mindo (August Schellenberg)
- 2006: Schweinchen Wilbur und seine Freunde … als Erzähler (Sam Shepard)
- 2006: The Fountain … als Vater Avila (Mark Margolis)
- 2006: Hogfather – Schaurige Weihnachten … als Tod/Erzähler (Ian Richardson)
- 2006: Smokin’ Aces … als Serna (Alex Rocco)
- 2007: Die Geschwister Savage … als Lenny Savage (Philip Bosco)
- 2007: Jennas Kuchen – Für Liebe gibt es kein Rezept … als Joe (Andy Griffith)
- 2007: Der Krieg des Charlie Wilson … als Mohammed Zia-ul-Haq (Om Puri)
- 2007: Hot Fuzz – Zwei abgewichste Profis … als Tom Weaver (Edward Woodward)
- 2008: Defiance – Für meine Brüder, die niemals aufgaben … als Shimon Haretz (Allan Corduner)
- 2009: 2012 … als Tony Delgatto (George Segal)
- 2010: Ben Hur … als Simonides (Simón Andreu)
- 2011: Rango … als Bürgermeister (Ned Beatty)
- 2011: Verblendung … als Frode (Steven Berkoff)
- 2011: Spartacus: Gods of the Arena … als Titus Lentulus Batiatus (Jeffrey Thomas)

#### Serien
- 2003–2005, 2013–2016: Navy CIS … als NCIS-Direktor Tom Morrow (14 Folgen; Alan Dale)
- 2005: Desperate Housewives … als Addison Prudy (3 Folgen; Paul Dooley)
- 2005–2010: Lost … als Anthony Cooper (6 Folgen; Kevin Tighe)

## Hörspiele (Auswahl)
- 1957: Horst Girra: Die gläserne Spinne – Regie: Werner Wieland (Rundfunk der DDR)
- 1958: Jacob Grimm / Wilhelm Grimm: Frau Holle (Erzähler) – Regie: Theodor Popp (Kinderhörspiel – Litera)
- 1959: Joachim Goll: Die Dienstreise (Werner Müller) – Regie: Werner Grunow (Hörspiel – Rundfunk der DDR)
- 1958: Günther Rücker: Der Bericht Nr. 1 – Regie: Günther Rücker (Rundfunk der DDR)
- 1960: Käte Seelig: Liebe, Tratsch und Treppensteigen (Dr. Frantze) – Regie: Detlev Witte (Hörspiel – Rundfunk der DDR)
- 1962: Rolf Schneider: Godefroys (Werner) – Regie: Otto Dierichs (Hörspiel – Rundfunk der DDR)
- 1962: Manfred Bieler: Drei Rosen aus Papier – Regie: Werner Grunow (Hörspiel – Rundfunk der DDR)
- 1966: Charlotte Benz nach Jacob Grimm / Wilhelm Grimm: Hans im Glück (Reiter) – Regie: Theodor Popp (Kinderhörspiel – Litera)
- 1978: Ernst Barlach: Der blaue Boll (Otto Prunkhorst) – Regie: Peter Groeger (Hörspiel – Rundfunk der DDR)
- 1980: Bernd Schirmer: Der kleiner König – Regie: Achim Scholz (Kinderhörspiel – Rundfunk der DDR)
- 1980: Friedrich Schiller: Maria Stuart (Leicester) – Regie: Werner Grunow (Hörspiel – Rundfunk der DDR)
- 1981: Joachim Brehmer: Der Doppelgänger (Lehrer) – Regie: Achim Scholz (Hörspiel – Rundfunk der DDR)
- 1991: Gerhard Zwerenz: Des Meisters Schüler – Regie: Hans Gerd Krogmann (Hörspiel – Sachsen Radio)
- 1993: Dario Fo: Johan vom Po entdeckt Amerika (Johann) – Regie: Richard Hey (Hörspiel – RIAS / Radio Bremen)
- 1998: Benjamin Blümchen: Folge 87,  Das Laternenfest (Erzähler) – Regie: Ulli Herzog (Kinderhörspiel – Kiosk)
- 1998: Bibi und Tina: Folge 33, Alex und das Internat (Erzähler) – Regie: Ulli Herzog (Kinderhörspiel – Kiosk)
- 2004: Andrej Tarkowski: Hoffmanniana. Szenario für einen nicht realisierten Film – Regie: Kai Grehn (Hörspiel – RBB, SWR)
- 2005: Edmond Jabès: Das Buch der Fragen – Regie: Kai Grehn (Hörspiel – NDR)
- 2006: Liese Haug: Max und Mozart – Regie: Götz Naleppa (DKultur)
- 2007: Alfred Döblin: Die Geschichte vom Franz Biberkopf – Regie: Kai Grehn (Hörspiel – SWR, RBB, BR)
- 2008: Jules Verne: 20.000 Meilen unter dem Meer Deutsche Fassung: Holger Teschke – Regie: Götz Naleppa (Hörspiel – DKultur)
- 2008: Tadeusz Borowski: Bei uns in Auschwitz (Abramek) – Regie: Kai Grehn (Hörspiel – RBB)
- 2011: Kilian Leypold: Schwarzer Hund, Weißes Gras – Regie: Kai Grehn (Hörspiel – BR)
- 2015: Ferdinand Beneke: Die Geschichte meines Lebens – Die Tagebücher Ferdinand Benekes – Regie: Charlotte Drews-Bernstein (RBB/MDR), Verlag: Hoffmann und Campe ISBN 3-455-00240-4
- 2016: Antoine de Saint-Exupéry: Der kleine Prinz – Übersetzung, Bearbeitung und Regie: Kai Grehn (Hörspiel – WDR) Hörbuch Hamburg / Silberfisch, ISBN 978-3-86742-309-0
- 2017: Andrea Schomburg / Dorothee Mahnkopf: Professor Murkes streng geheimes Lexikon der ausgestorbenen Tiere, die es nie gab – Bearbeitung und Regie: Dirk Kauffels (Hörspiel) Sauerländer audio, ISBN 978-3-8398-4882-1
- 2017: Megumi Iwasa: Viele Grüße, Deine Giraffe – Bearbeitung und Regie: Dirk Kauffels (Hörspiel) Sauerländer audio, ISBN 978-3-8398-4900-2 (ausgezeichnet mit dem Deutschen Kinderhörbuchpreis BEO 2018)
- 2018: Das bin doch bloß ich. Keyßer in Kaiser-Wilhelm-Land – Regie: Kai-Uwe Kohlschmidt, Deutschlandfunk[16]
- 2018: Megumi Iwasa: Viele Grüße vom Kap der Wale – Bearbeitung und Regie: Dirk Kauffels (Hörspiel) Sauerländer audio, ISBN 978-3-8398-4921-7 (ausgezeichnet mit der hr2-Hörbuchbestenliste)
- 2019: Megumi Iwasa: Viele Grüße von der Seehundinsel – Bearbeitung und Regie: Dirk Kauffels (Hörspiel) Sauerländer audio, ISBN 978-3-8398-4955-2 (ausgezeichnet mit dem GRANDIOS-Siegel des Magazins BÜCHER)

## Hörbücher (Auswahl)
- 1977: Jacob Grimm / Wilhelm Grimm: Märchen der Gebrüder Grimm – Der Wolf und die sieben Geißlein (Erzähler) – Regie: Heiner Möbius (Kinderhörspiel – Litera)
- 1977: Jacob Grimm/Wilhelm Grimm: Märchen der Gebrüder Grimm – Dornröschen (Erzähler) – Regie: Heiner Möbius (Kinderhörspiel – Litera)
- 1996: Wolf Durian: Kai aus der Kiste, Patmos audio/Sauerländer audio (ausgezeichnet mit der hr2-Hörbuchbestenliste)
- 2000: Hans Christian Andersen: Die Schneekönigin, Patmos audio/Sauerländer audio
- 2001: Edzard Schaper: Die Legende vom vierten König, Patmos Verlag/Sauerländer audio (ausgezeichnet als CD/MC des Monats IfaK)
- 2002: Rabindranath Tagore: Am Ufer der Stille, Patmos audio
- 2002: Jorge Amado: Der Gestreifte Kater und die Schwalbe Sinhá, Patmos audio/Sauerländer audio (ausgezeichnet mit der hr2-Hörbuchbestenliste und als CD/MC des Monats IfaK)
- 2003: Die Lieblingsgedichte der Deutschen, Patmos audio
- 2004: Silvino Alves da Silva Neto: Der Eremit, Patmos audio
- 2004: Die schönsten deutschen Balladen, Patmos audio (ausgezeichnet mit der hr2-Hörbuchbestenliste)
- 2005: Wo die schwarzen Flüsse fließen – Gruselgeschichten, Patmos audio
- 2005: Rabindranath Tagore: Das goldene Boot, Patmos audio
- 2005: Das große Weihnachtshörbuch, Patmos audio
- 2006: Theodor Fontane: Der Stechlin, Patmos audio
- 2006: Gebete der Dichter, Patmos audio
- 2006: Musenküsse, Patmos audio
- 2006: Das alte Prag, Goldmund Hörbücher
- 2007: Alfred Döblin: Berlin Alexanderplatz, Patmos audio
- 2014: Luis Sepúlveda: Wie der Kater und die Maus trotzdem Freunde wurden, Sauerländer audio (ausgezeichnet mit der hr2-Hörbuchbestenliste)
- 2016: Marilynne Robinson: Gilead, Argon Verlag
- 2017: Andrea Schomburg / Dorothee Mahnkopf: Professor Murkes streng geheimes Lexikon der ausgestorbenen Tiere, die es nie gab, Sauerländer audio
- 2019: Brigitte Weninger (Hrsg.): Engel, Hase, Bommelmütze – 24 Adventsgeschichten, Sauerländer audio

## Auszeichnungen
- 1966: Nationalpreis der DDR II. Klasse für Kunst und Literatur (im Kollektiv)
- 1987: Nationalpreis der DDR II. Klasse für Kunst und Literatur
- 2012: Deutscher Filmpreis für beste männliche Nebenrolle in Halt auf freier Strecke
- 2017: Nominierung Deutscher Hörbuchpreis (Kategorie Bester Interpret) für die Lesung von Gilead (Argon Verlag)